# Kawakawa
Kawakawa är en nyzeeländsk småstad i norra delen av Nordön. Staden har 1 464 invånare (2018). Kawakawa växte fram i anslutning till kolfyndigheter som gjordes i området år 1861, denna gruvnäring lades dock ned permanent under 1920–talet. Ekonomin är uppbyggd kring jordbruk.

## Kawakawas offentliga toalett
Staden är mest känd för en offentlig toalettbyggnad. Den utformades 1999 av den österrikiske konstnären Friedensreich Hundertwasser, som var bosatt i Kawakawa från 1975 och fram till sin död år 2000. Han ligger begravd under ett tulpanträd på sin forna tomt.

### Fotogalleri

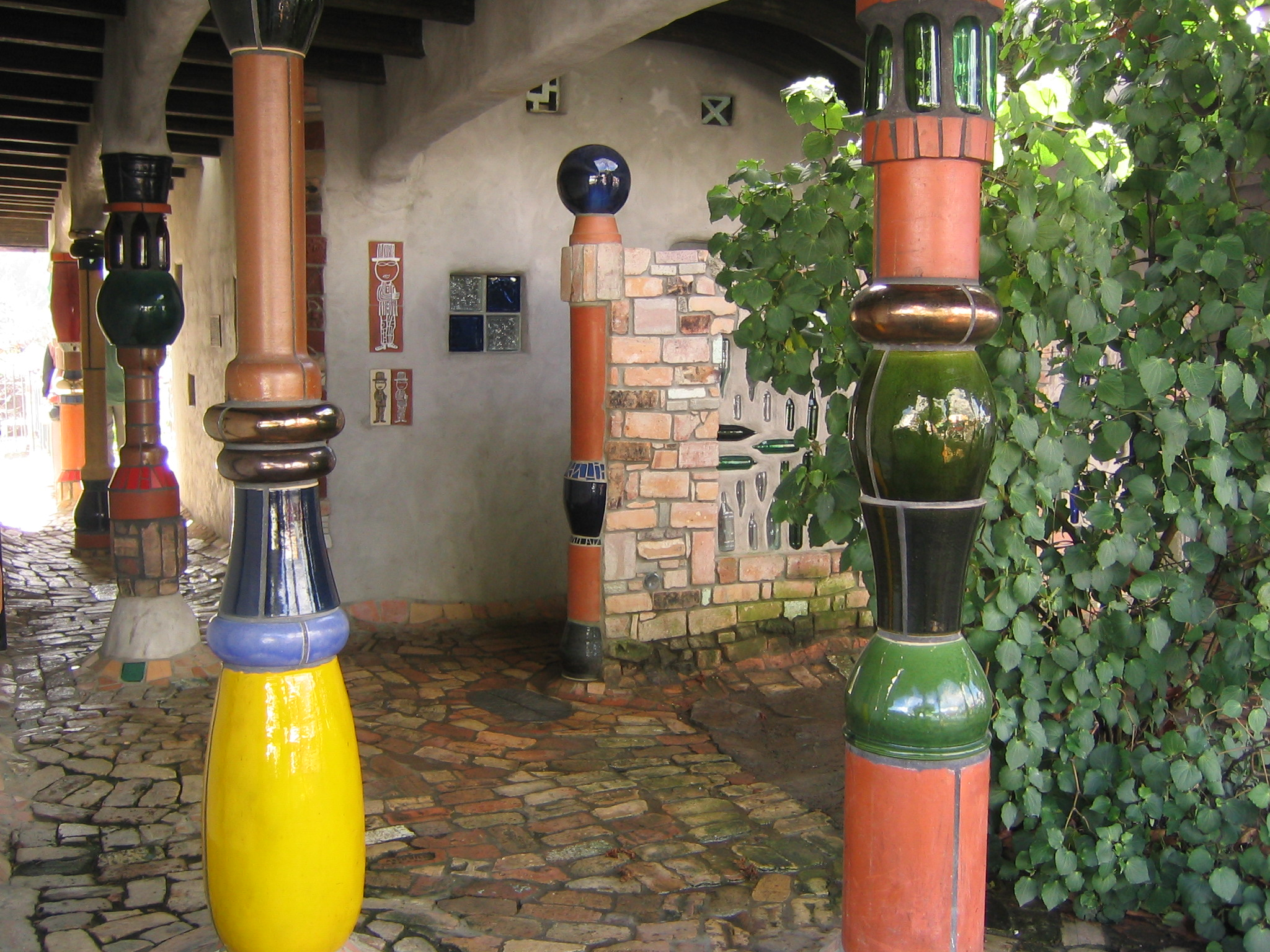
Ingång till Hundertwassers toalettbyggnad.
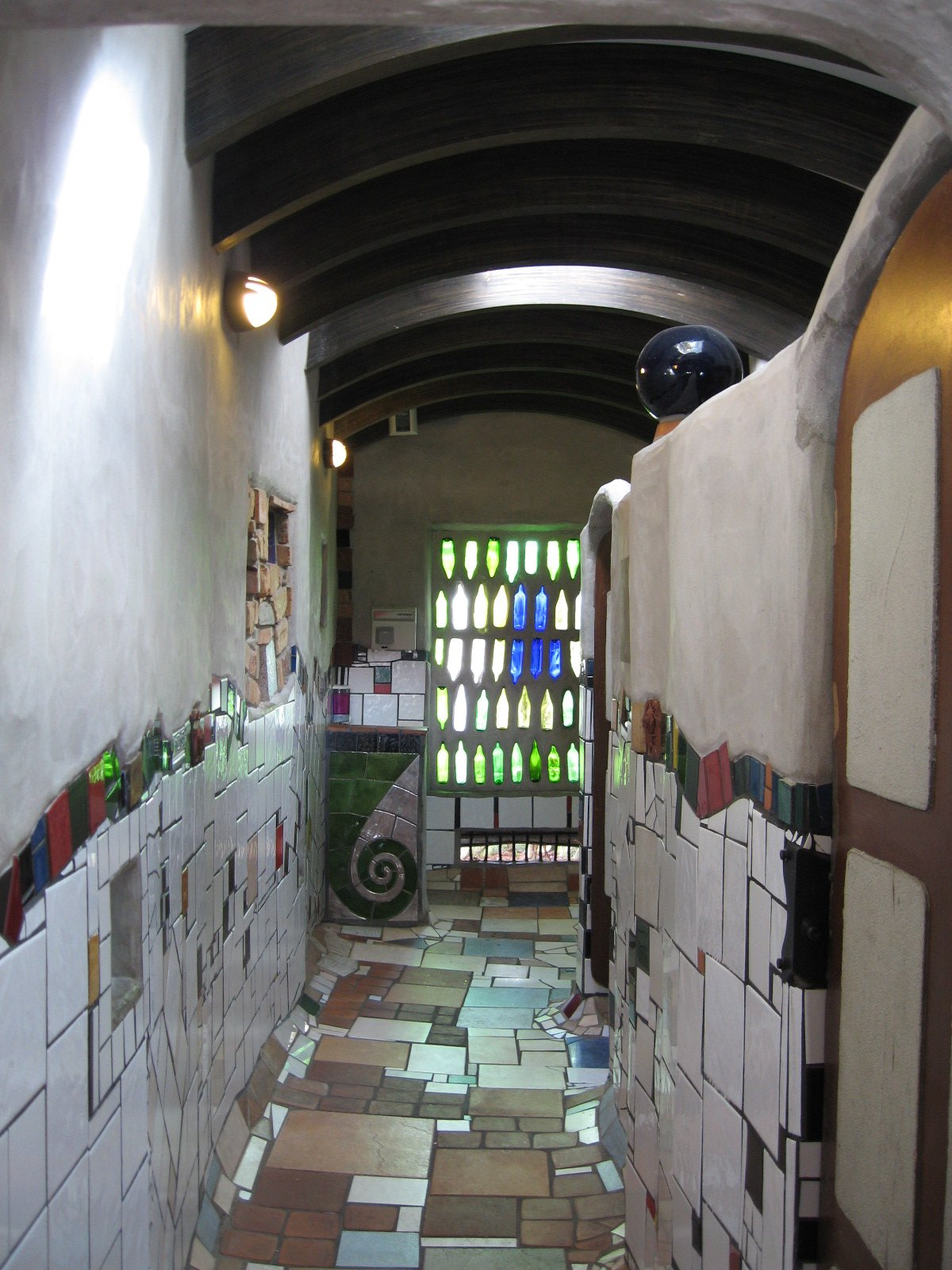
Interiör från Damernas.
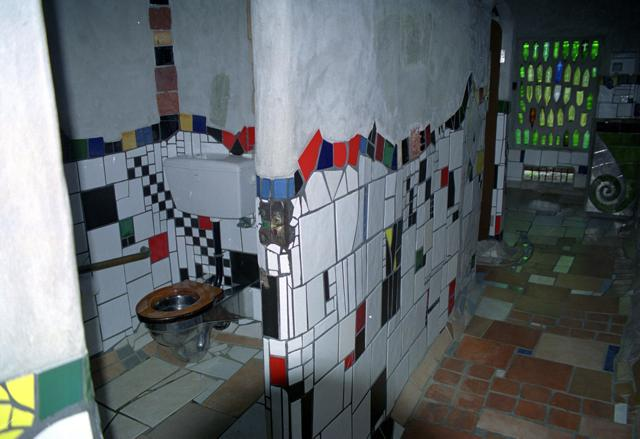